# Villa Albizzi

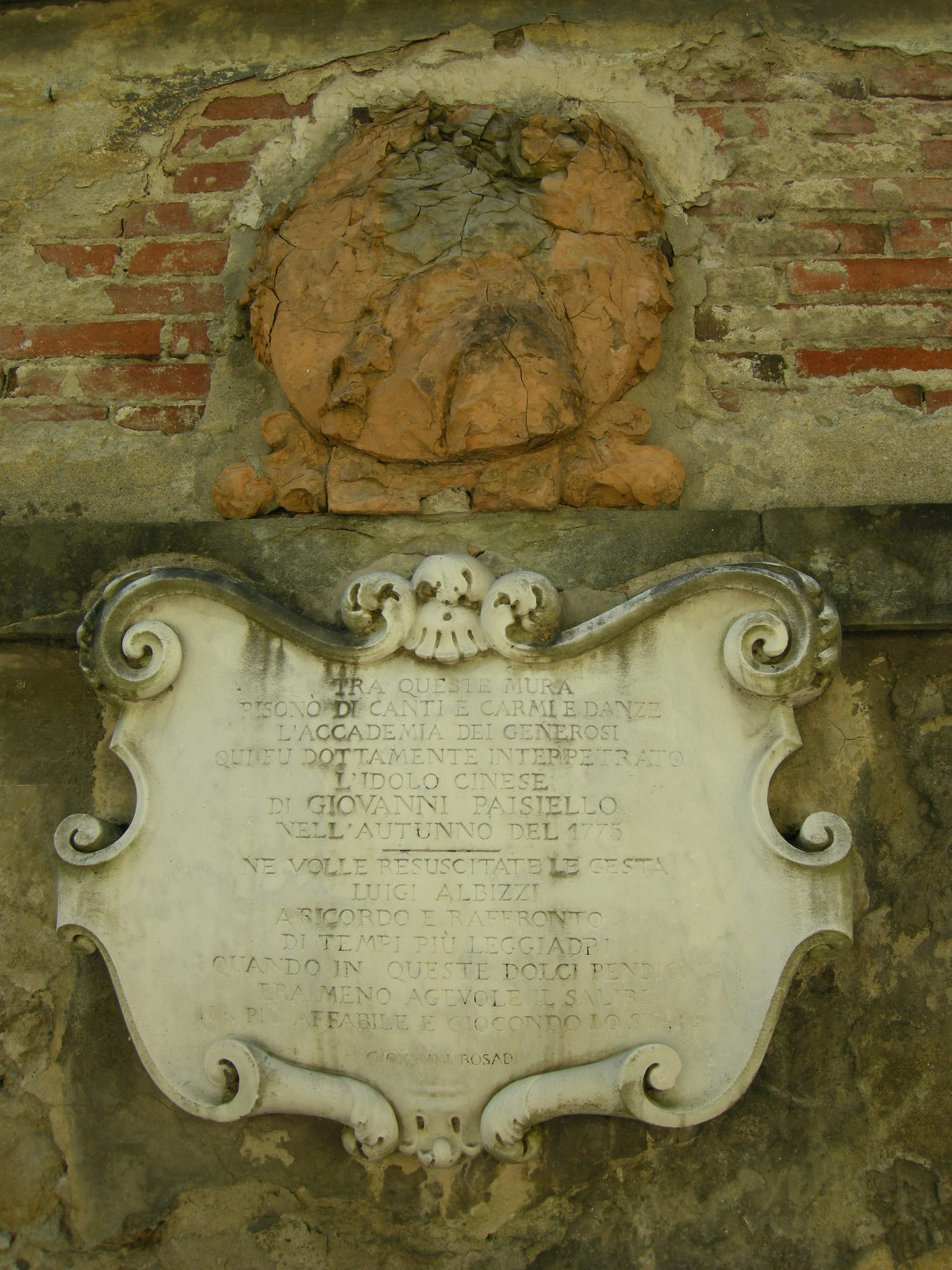
La targa

 Villa Albizi o del Teatro si trova a Fiesole in via Vecchia Fiesolana 70. 

## Storia e descrizione
Nel 1771 l'architetto Zanobi del Rosso costruì su un terreno dei Salviati un casino di campagna per l'Accademia dei Generosi. Il luogo era provvisto di piccolo teatro dove, nella bella stagione, si rappresentarono opere di Giovan Battista Brocchi, di Lorenzo Cipriani, e commedie. Una lapide vicino al cancello di ingresso, fatta apporre da Luigi degli Albizi e dettata da Giovanni Rosadi ricorda come qui, nell'autunno del 1775, fu messa in scena l'opera L'idolo cinese di Giovanni Paisiello, raffigurato sul medaglione in terracotta oggi quasi illeggibile.
Il ritrovo, dopo anni di inattività, venne trasformato ai primi dell'Ottocento in villa. Da un punto di vista architettonico la villa non ha elementi di particolare interesse, eccezion fatta per il piccolo ma curato giardino, che si estende come una terrazza davanti alla facciata.
Nei pressi della villa si trova un tabernacolo affrescato originariamente dal Perugino e restaurato da Bernardino Poccetti.